# Crofton Downs
Crofton Downs est une banlieue proche de la capitale Wellington, située dans le sud de l’île du Nord de la Nouvelle-Zélande.

## Situation
Elle est localisée entre les banlieues de Ngaio (en) au nord-est, Wilton au sud-ouest et Wadestown au sud.
Elle est limitée par le cours d'eau Korimako qui s’écoule vers le sud pour se jeter dans le Kaiwharawhara Stream puis descend dans les gorges de Ngaio jusqu'au port de Wellington (en).

## Toponymie
Avant 1870, la région s'appelait Upper Kaiwarra (une corruption de Kaiwharawhara), et elle fut appelée ensuite Crofton (incluant aussi la zone voisine de Ngaio).
En 1908, elle fut renommée en Ngaio, et en 1950, la partie ouest de Ngaio devint Crofton Downs.
Crofton Downs tire son nom d’une maison construite en 1857 par le premier ministre de l’époque William Fox.
Crofton House fut probablement nommée d’après le lieu de naissance de sa femme à Crofton in Wiltshire en Angleterre, qui existe encore aujourd'hui et se trouve au niveau du 21 Kenya Street.
De nombreux noms de rues dans la banlieue tels que Winston Street, Downing Street et Chartwell Drive rendent hommage à la vie de l’ancien premier ministre britannique Winston Churchill :
- Chartwell était la maison de campagne de Churchill ;
- Admiralty Street vient du titre First Lord of the Admiralty, nommé par le premier ministre britannique ;
- Chequers way vient de Chequers, la résidence officielle du premier ministre britannique ;
- Doris Gordon (en) Crescent porte le nom du médecin néo-zélandais qui vécut enfant ici.

La rivière Silverstream et Silverstream Road doivent leurs noms à la ferme laitière Silverstream Dairy farm (anciennement Caseys Farm).

## Économie
Le centre commercial de Churchill Drive Shopping Centre comprend un supermarché Countdown (en) et quatre autres magasins.
Le supermarché fut agrandi en 2013 et couvre maintenant une surface de 3 400 m2 ,.

## Installations locales
Crofton Downs possède sa propre gare (en) qui est sur la ligne de Johnsonville (en) à Wellington.
Près de la station sur Churchill Drive se trouvent un important supermarché (avec un café et une pharmacie), une station essence, un magasin DIY, une clinique vétérinaire et un hôpital privé géré par une organisation caritative, le Bowen Hospital (en).
Le centre de documentation Huntleigh dans le parc Huntleigh près de Silverstream Road est une installation communautaire pouvant accueillir jusqu'à cent personnes.
Le parc Huntleigh fournit une installation d’eau communautaire de secours en cas d’événement d'urgence, tel un tremblement de terre qui perturberait l’approvisionnement en eau.

## Espaces ouverts et parcs
Crofton Downs est entouré de parcs et de réserves.
À l’ouest, le nord-ouest et le nord, la banlieue est entourée par le parc Skyline walkway, propriété de la municipalité, où se trouve le crows nest, un sommet réputé de 385 m d'altitude.
Huntleigh Park forme la limite nord de Crofton Downs avec la banlieue voisines de Ngaio.
Trelissick Park s’étend à l’est de la gare et de la ligne ferroviaire et le parc de Otari-Wilton's Bush (en) est au sud-est.

## Hôpital
L’hôpital Bowen est situé sur Churchill Drive, dans la partie sud de Crofton Downs.
Il a été créé en 1912 sur Bowen Street, en face du parlement. L’ancien bâtiment a été fermé en 1965 et a déménagé ici.

## Éducation

### Zone de recrutement scolaire
Crofton Downs est située dans la zone de recrutement du collège de Wellington (en), du collège d’Onslow (en), du St Oran's College de Boulcott et de Raroa Normal Intermediate (en) de Johnsonville.

### École primaire
L’école primaire de Crofton Downs est une école primaire, mixte, avec un taux de décile de 10, qui contribue au service public en accueillant des enfants du niveau 1 à 6.
Autrefois appelée Chartwell School, l’école fut ouverte en 1970. Son nom fut changé en Crofton Downs Primary school en 2008 car la banlieue alentour est maintenant communément appelée Crofton Downs plutôt que Chartwell ,.
Elle a un effectif de 208 élèves en mars 2020.

### Parcours pré-scolaire
Le Ngaio Playcentre est un centre pré-scolaire tenu par les parents, situé vers Huntleigh Park, dans la périphérie de Crofton Downs ; il accueille les enfants jusqu'à 6 ans. À l’origine, basé vers la mairie de Ngaio, il fut déplacé à Huntleigh Park au milieu des années 1970.

## Transports
La banlieue est desservie par la ligne de Johnsonville (en), voie ferrée qui la relie au centre de Wellington avec un arrêt à Johnsonville. Le voyage prend environ neuf minutes.
Par ailleurs, le bus n° 22 qui circule entre Johnsonville et Wellington, s’arrête à Crofton Downs la semaine.

## Lutte contre les prédateurs
Crofton Downs fut la première banlieue néo-zélandaise à être déclarée exempte de prédateurs après que le groupe communautaire local Predator Free Crofton Downs a mis en place des pièges à hermines et à rats dans plus de 200 logements dans toute la banlieue
Depuis son lancement en 2014. Ce modèle communautaire a inspiré d’autres communautés à travers la Nouvelle-Zélande pour lancer leur propre groupe de lutte contre les prédateurs.